# Родна и сексуална разноликост
Сексуална разноликост или родна и сексуална разноликост (РСД) односи се на све разноликости полних карактеристика, сексуалних оријентација и родних идентитета, без потребе да се прецизира сваки од идентитета, понашања или карактеристика који чине ову плуралност.

## Преглед
У западном свету се генерално користе једноставне класификације за опис сексуалне оријентације (хетеросексуалци, хомосексуалци и бисексуалци), родног идентитета (трансродне и цисродне особе) и сродних мањина (интерсексуалне особе), окупљених под акронимима ЛГБТ или ЛГБТ+ (лезбијке, геј мушкарци, бисексуалне, асексуалне, трансродне/транссексуалне особе, а понекад и интерсексуалне особе); међутим, друге културе имају другачије начине разумевања полног и родних система. Током последњих неколико деценија, појавиле су се неке сексолошке теорије, попут Кинсијеве теорије и квир теорије, које сугеришу да ова класификација није довољна за опис сексуалне комплексности код људи, па чак и код других животињских врста.
На пример, неке особе могу осећати сексуалну оријентацију која је на средини између хетеросексуалне и бисексуалне (хетерофлексибилност) или између хомосексуалне и бисексуалне (хомофлексибилност). Такође се може мењати током времена (сексуална флуидност), или укључивати привлачност не само према женама и мушкарцима, већ према целом спектру полова и родова (пансексуалност). Другим речима, унутар бисексуалности постоји огромна разноликост типологија и преференција које варирају од искључиве хетеросексуалности до потпуне хомосексуалности (Кинсијева скала).
Сексуална разноликост укључује интерсексуалне особе, оне рођене са низом карактеристика које су између женских и мушких. Такође укључује трансродне и транссексуалне особе, родно флуидне особе и тако даље.
На крају, сексуална разноликост укључује и асексуалне особе, које осећају незаинтересованост за сексуалну активност; и све оне који сматрају да се њихов идентитет не може дефинисати, као што су квир особе.
У друштвеном смислу, сексуална разноликост се заговара као прихватање различитости, али са једнаким правима, слободама и могућностима у оквиру људских права. У многим земљама, видљивост сексуалне разноликости се промовише током парада поноса.